# Comté de Freestone
Le comté de Freestone, en anglais : Freestone County, est un comté situé dans l'État du Texas aux États-Unis. Le siège de comté est la ville de Fairfield. Selon le recensement des États-Unis de 2020, sa population est de 19 435 habitants.
Le comté a une superficie de 2 311 km2, dont 2 273 km2 en surfaces terrestres.

## Démographie
| Groupes           | Comté de Freestone | Texas | États-Unis |
| ----------------- | ------------------ | ----- | ---------- |
| Blancs            | 73,1               | 70,4  | 72,4       |
| Afro-Américains   | 16,1               | 11,9  | 12,6       |
| Autres            | 8,2                | 10,6  | 6,4        |
| Métis             | 1,6                | 2,5   | 2,7        |
| Amérindiens       | 0,7                | 0,7   | 0,9        |
| Asiatiques        | 0,3                | 3,8   | 4,8        |
| Total             | 100                | 100   | 100        |
|                   |                    |       |            |
| Latino-Américains | 13,6               | 37,6  | 16,7       |

Selon l'American Community Survey, pour la période 2011-2015, 87,92 % de la population âgée de plus de 5 ans déclare parler anglais à la maison, alors que 10,94 % déclare parler l’espagnol et 1,14 % une autre langue.